# Hermann Friedrich Waesemann

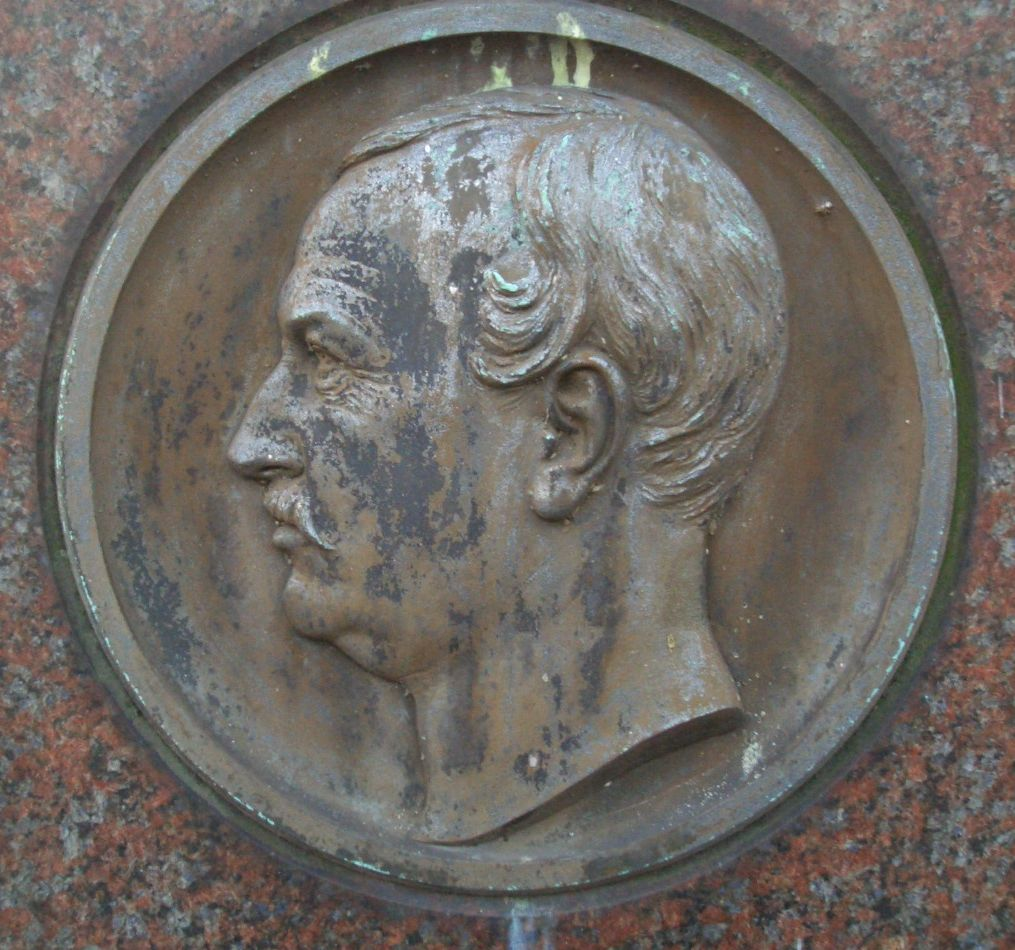
Medaillon auf dem Grabstein, Friedhof II der Sophiengemeinde Berlin, geschaffen von Otto Geyer

Hermann Friedrich Waesemann (* 6. Juni 1813 in Danzig; † 28. Januar 1879 in Berlin) war ein deutscher Architekt. Sein bekanntestes Bauwerk ist das Rote Rathaus im Berliner Bezirk Mitte in der heutigen Rathausstraße.

## Leben
Hermann Waesemann, Sohn des Bonner Bauinspektors Friedrich Waesemann, wuchs ab seinem fünften Lebensjahr in Bonn auf, wo er nach dem Schulbesuch ab 1830 Mathematik und Naturwissenschaften studierte, ehe er 1832 ein Studium an der Berliner Bauakademie begann, das er 1835 als Kondukteur abschloss. Seine Wohnung nahm er in der Zimmerstraße 30.
Bis 1838 arbeitete Waesemann in Schönebeck und Rathenow, studierte danach weiter und erlangte 1841 einen Abschluss als Baumeister. Unterbrochen wurde dieses zweite Studium in den Jahren 1839 und 1840, weil Waesemann als Mitarbeiter Friedrich August Stülers am Umbau des Schlosses Basedow mitwirkte.
Von 1841 bis 1844 war Waesemann, abermals als Mitarbeiter Stülers, an Planung und Bau des Neuen Museums in Berlin beteiligt. Nun wohnte er in der Markgrafenstraße 90. In der Folgezeit arbeitete er von 1844 bis 1849 für die Berliner Schloss- und Baukommission, war anschließend drei Jahre als freischaffender Architekt tätig, lehrte von 1851 bis 1853 an der Bauakademie und arbeitete danach bis 1855 in Regierungsdiensten in Breslau, ehe er im selben Jahr als Architekt von der dortigen Baukommission übernommen wurde. Er entwarf unter anderem das Rathaus in Waldenburg sowie zusammen mit anderen Architekten die Börse Berlin, eine Musiktribüne, Privathäuser und Garteneingänge.

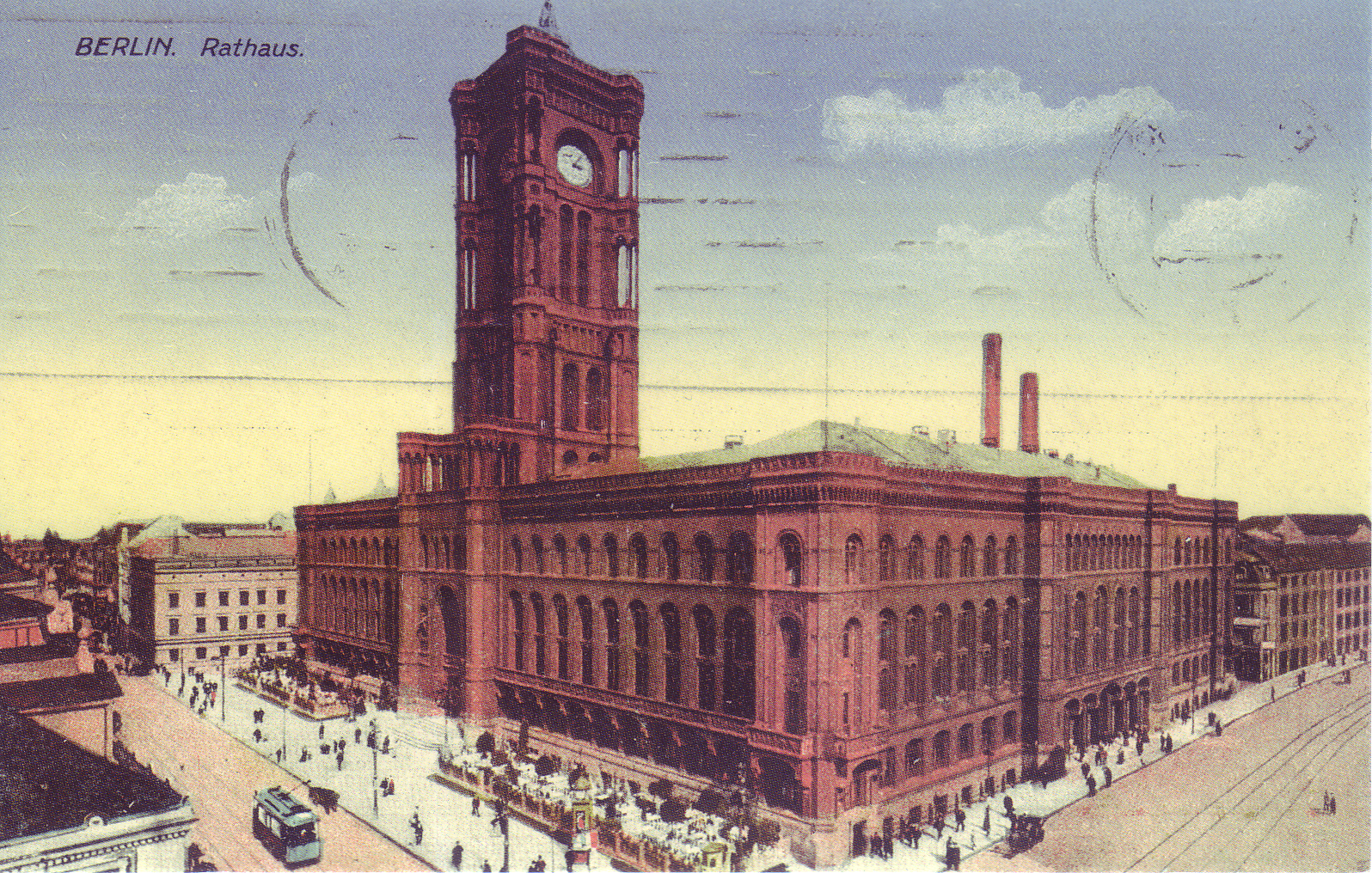
Berliner Rathaus (Postkarte 1900)

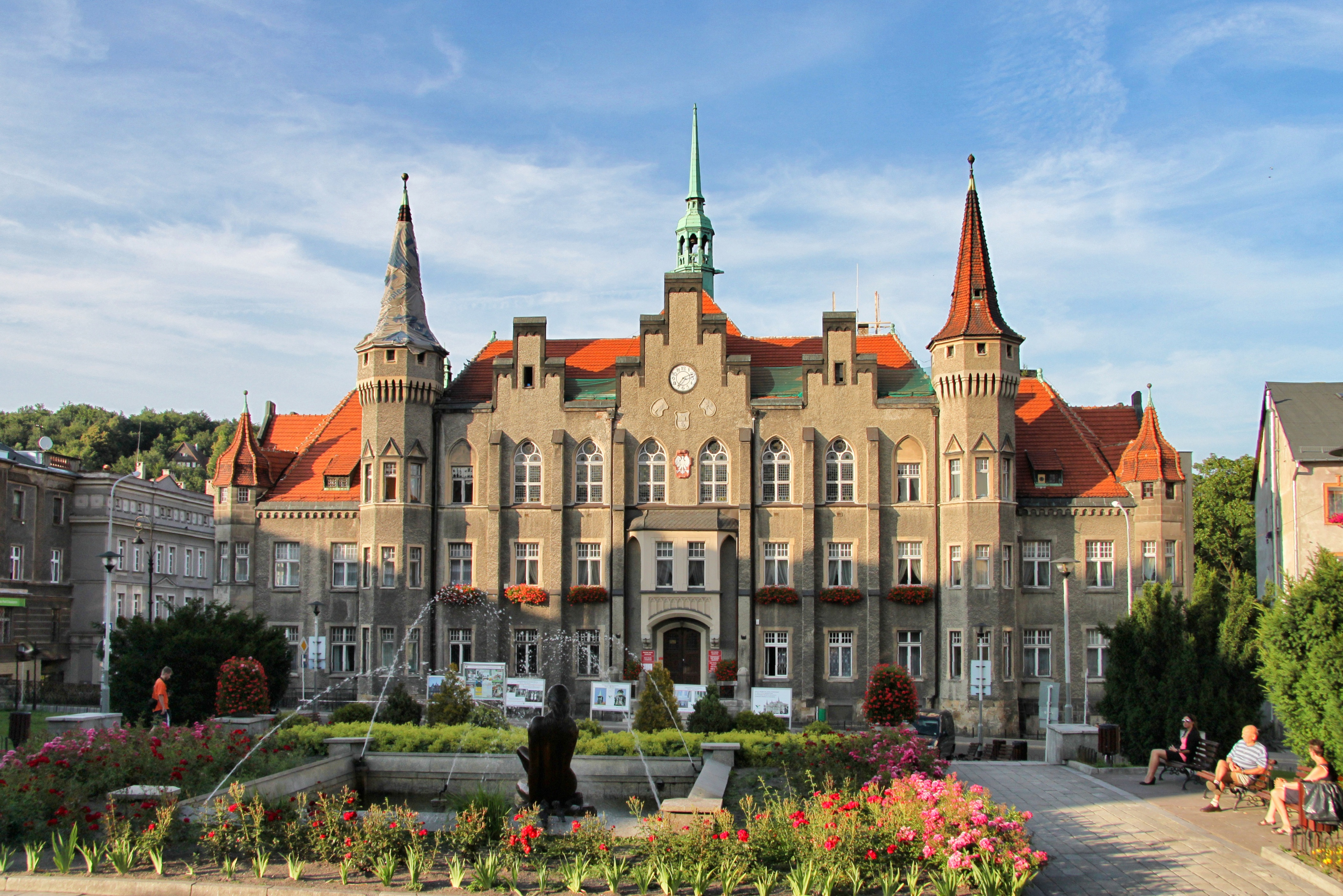
Rathaus in Waldenburg (Niederschlesien) erbaut 1857/1858, erweitert 1903

1855 wurde er zum Königlichen Bauinspektor befördert und nahm seinen Wohnsitz wieder in Berlin, in der Karlstraße. Im Jahr 1859 gab er die Stellung in der Baukommission auf und widmete seine ganze Kraft dem Bau des Berliner Rathauses, das sein Hauptwerk wurde. Er plante letztendlich jedes Detail, auch für die Innenausstattung und vor allem auch den Terrakottaschmuck.
Nach dem Ausscheiden aus dem Staatsdienst 1865 war Waesemann Mitbegründer der Berliner Bauvereinsbank und wurde 1866 einer der Vorsitzenden der Berliner Vereinsbank.

## Ehrungen
Waesemann ist auf dem Friedhof II der Sophiengemeinde in Berlin beigesetzt. Seine Grabstätte ist seit 1992 ein Berliner Ehrengrab.
Am 15. August 2007 wurde eine Büste für Waesemann am Eingang zum Säulensaal des Roten Rathauses enthüllt.